# گم‌شدگان تاریکی
گمشدگان تاریکی (به انگلیسی: Lost After Dark) فیلمی ترسناک با بازی رابرت پاتریک محصول سال ۲۰۱۵ سینمای کانادا است.

## داستان
گروهای از نوجوانان باهم دزدکی قصد سفر چند روزه به روستایی دور افتاده‌ای را می‌کنند. اتوبوس مدرسه را دزدیده و راه می‌افتند؛ ولی در یک جاده متروکه اتوبوس خراب می‌شود. در آن حوالی به خانه‌ای برمی‌خورند که آن خانه سالهاست متروک مانده و قاتلی آدم‌خوار در آن زندکی می‌کند... .